# 野球拳 (ハドソンのゲーム)
『野球拳』（やきゅうけん）は、ハドソンから発売されたアダルトゲームである。明確なリリース時期は定かではないが、記録上最も古い日本製アダルトゲームとされている。
本項で詳述する『野球拳』は、1982年に九十九電機が発売した同名のゲーム、同年にパソコンショップ高知が発売した『ロリータ（野球拳）』とは異なる。

## 制作
ハドソン内の「ミソラーメングループ」と呼ばれるチームが本作の制作を手掛けた。グラフィック機能を持たないMZ-80K（80×50ドットの解像度を備える）・MZ-700をプラットフォームとして開発された。イラストは文字（いわゆるアスキーアート）によって構成されている。販売価格は3,200円もしくは2,800円とされている。のちに本作は「HuPACK」というシリーズの第2弾として、ブロックくずしゲームとの抱き合わせ形式でもリリースされている。

## 日本初のアダルトゲームに関する論争
本作の発売年は定かとなっていない。一方、2000年にリリースされた歴代の美少女ゲームを収集し批評した書籍『パソコン美少女ゲーム歴史大全1982‐2000』や美少女ゲームのレビューを収集した『美少女ゲームマニアックス』を含め、一般には1982年に発売された『ナイトライフ』が日本最古のアダルトゲームとされているが、ハドソンの『野球拳』を最も古い日本製アダルトゲームとする文献が複数存在する。パソコンゲーム誌の編集者である前田尋之は著書の『ぼくたちの美少女ゲーム クロニクル』で本作を日本初のアダルトゲームとし、1981年に発売された作品として紹介している。とりわけ前田は『野球拳』が日本初のアダルト「ゲーム」であるのに対し、『ナイトライフ』は日本初のアダルト「ソフト」と表現している。また、アダルトゲームの歴史についてまとめた『エロゲー文化研究概論 増補改訂版』では、1981年3月に出版された書籍『マイコン機械語入門』（電波新聞社出版）に掲載されたハドソンのゲーム広告のページが抜粋されており、本作が通信販売のラインナップにあったことが紹介されている。さらに同書では、1996年1月にNHKスペシャル枠で放送されたドキュメンタリー番組『新・電子立国』の第4回において、1979年夏にパソコン専門誌『月刊マイコン』にハドソンによる初期のゲームソフト群の広告が掲載され、そのなかに『野球拳』が含まれたと述べられているとし、記録上最古の日本製アダルトゲームとして位置づけている。

## ゲーム内容
ゲーム開始時にプレイヤーの着ている衣服の枚数を入力するシステムとなっているが、999枚でも入力可能となっている。その後はキャラクターのめぐみちゃんとじゃんけんで対決する内容で、プレイヤーは数字の1・2・3を入力することでグー・チョキ・パーを出すことができる。相手の出す手はランダムで、運で勝ち上がる必要がある。プレイヤーがじゃんけんに勝つごとにめぐみちゃんは一枚ずつ服を脱いで恥ずかしげな顔に変わっていき、全身が紅潮する。最初に入力した衣服の枚数は、プレイヤーのストックとして認識される。

## 批評・反響
キルタイムコミュニケーションが発行していた中古ゲーム専門誌『ユーズド・ゲームズ』で記事を連載していたライターの大澤良貴は『美少女ゲームマニアックス』に寄せた記事の中で『野球拳』を紹介し、登場キャラクターを「出来の悪い性別すらさだかでないアスキーアート、いや、アスキーアートと呼ぶのも失礼な記号の集合」と形容して批判したが、パソコン上でじゃんけんができることに感動・興奮を覚えた作品と言及している。
『月刊ゲームラボ 2016年6月号』に収録された記事「今だから振り返ってみたい美少女ゲームの世界 1981 - 2016」には、文字で書かれた「めぐみちゃん」の脱衣絵がプレイヤーにご褒美として受け入れられたのだろうか、と懐疑的なコメントが掲載されている。
『ぼくたちの美少女ゲーム クロニクル』の中で前田尋之は、グラフィック性能の無いプラットフォーム上で文字で描かれたイラストを収録したゲームソフトを発売した制作側に賞賛を送っている。一方で、このようなお色気作品は需要が見込めたという当時を踏まえても「驚くほどにエロくない」と評している。前田の公式サイト「電脳世界のひみつ基地」において、ライターの松田もめぐみちゃんの身体は「まったくエロくない」と指摘しているものの、表情差分を肯定的に評価している。
『エロゲー文化研究概論 増補改訂版』の中で著者の宮本直毅は、本作のグラフィックについて「図形のダッチワイフとでもいう感じの朴訥とした絵ヅラ」と表現し酷評した。
また、本作がリリースされた後、MZ-700上でファンアートのリメイク作品が制作されており、より可愛くなった「めぐみちゃん」が実装されるという反響があった。

### 書籍
- 大澤良貴「エロゲー今昔物語」『美少女ゲームマニアックス』キルタイムコミュニケーション、2000年9月10日、66-69頁。ISBN 4-906650-65-1。
- はまぐちしんたろう「幻の名作ゲームを紹介するぞ、の巻」『パソコン美少女ゲーム歴史大全1982‐2000』ぶんか社、2000年、74-75頁。ISBN 4-8211-0717-1。
- 前田尋之『ぼくたちの美少女ゲーム クロニクル』（第二刷）オークス、2016年8月8日。ISBN 978-4-7990-0809-6。
  - 「野球拳」、6頁。
  - 「ナイトライフ」、8頁。
  - 「美少女ゲーム完全カタログ」、122 - 127頁。
- 宮本直毅「ハドソンの『野球拳』」『エロゲー文化研究概論 増補改訂版』（第1版第1刷）総合科学出版、2017年5月15日、18-19頁。ISBN 978-4-88181-859-6。

### 雑誌記事
- ゲームラボ編集部（編）「今だから振り返ってみたい美少女ゲームの世界 1981 - 2016 美少女ゲームの歴史① 黎明編」『月刊ゲームラボ 2016年6月号』、三才ブックス、2016年、66 - 67頁。 - Kindle Unlimitedにて閲覧。電子書籍版に著者は明示されていないが、前田尋之が公式サイトにて著書として掲載。